# هالفرد (گروه موسیقی)
هالفرد نام یک گروه هوی متال آمریکایی است که توسط راب هالفرد، خواننده سابق جوداس پریست، در ۱۹۹۹ تشکیل شد. راب با تشکیل این گروه قصد بازگشت به ریشه هوی متالی خود را داشت چرا که پیش از این او دو گروه فایت با سبک متال خیابانی و ۲دبلیواو با سبک متال تجاری را رهبری می‌کرد.
اولین آلبوم گروه هالفرد Resurrection نام داشت که در ۸ اوت ۲۰۰۰ منتشر شد. مارتین پوپوف نویسنده و روزنامه نگار مشهور موسیقی هوی متال این آلبوم را در جمع ۵۰۰های برترین آلبوم‌های هوی متال کل تاریخ دانسته‌است. در آهنگ "The One You Love to Hate" خواننده آیرن میدن، بروس دیکینسون، به عنوان خواننده مهمان ظاهر شده‌است.
تاکنون گروه هالفرد به جز آلبوم Resurrection، دو آلبوم استودیویی دیگر با عناوین Crucible در ۲۰۰۴ و Halford III - Winter Songs در نوامبر ۲۰۰۹ منتشر کرده‌است.